# Спис, Николай Михайлович
Николай Михайлович Спис (укр. Микола Михайлович Спис; род. 15 августа 1946, Темрюк, Краснодарский край) — украинский политический деятель и дипломат. Генеральный Консул Украины в г. Тюмень. Чрезвычайный и Полномочный Посол Украины в Грузии (2003—2009).

## Биография
Родился 15 августа 1946 года, в г. Темрюк, Краснодарский край, РСФСР.
Окончил в 1964 году Крымский совхоз-техникум в пгт Советский. С 1966 — помощник бригадира тракторной бригады Кировского в Крымской области. С 1966 — слесарь П\С 116 пгт. Приморский Крымской области.
С 1966 по 1969 год — служба в Вооружённых силах СССР.
С 1969 — руководитель военной подготовки в Гурзуфе. С 1970 — старший пионервожатый Всесоюзного пионерского лагеря «Артек» им. Ленина. В 1973 году окончил Симферопольский государственный университет, учитель географии.
С 1973 — заместитель директора Можайской СШ N1 Московская область
С 1974 — заместитель начальника комплекса лагерей по учебно-воспитательной работе, помощник начальника Главного управления по кадрам Всесоюзного пионерского лагеря «Артек» им. В. Ленина.
С 1981 — заведующий Домом политобразования Ялтинского горкома Компартии Украины. С 1988 — заведующий отделом пропаганды, секретарь, 1-й секретарь Ялтинского горкома КПУ.
В 1990—1994 годах — народный депутат Украины 1-го созыва. Председатель Комиссии ВР Украины по вопросам гласности и средств массовой информации.
С 1994 — Генеральный Консул Украины в г. Тюмень Российской Федерации. В 1994—2003 годах работал в Министерстве иностранных дел Украины.
С 18 августа 2003 по 10 июня 2009 года — Чрезвычайный и Полномочный Посол Украины в Грузии.